# قلعة القحيم
قلعة القحيم وهي أحد القلاع الأثرية وتعتبر من أهم وأقدم القلاع العسكرية الحربية التاريخية وتقع على قمة تلٍ مرتفع في مديرية شرعب الرونة في محافظة تعز الواقعه جنوب اليمن وتطل على مزارع الوادي، وتحيط بها الجبال من كافة الجهات، وهي عبارة عن شكل دائري، الجزء المعمور منها قد اندثر بفعل عوامل الزمن والإهمال الذي اعترى تلك القلعة الاثرية المجيدة.